# آلکس اولیویرا
آلکس اولیویرا (به پرتغالی: Alexandro Marques de Oliveira) مدافع اهل برزیل است که در شهر کمپیناس و در تاریخ ۱۷ ژوئن ۱۹۷۸ به دنیا آمده‌است.
آلکس اولیویرا در تیم‌های فوتبال Ponte Preta، Santo André، Campinas ، Portuguesa Santista، Ponte Preta، واسکو دوگاما، Portuguesa Desportos، Villa Rio، Ventforet Kofu سابقهٔ حضور دارد.